# Пулски трамвај
Електрични трамвај у Пули, тада поморској бази аустроугарске морнарице, свечано је пуштен у саобраћај 24. марта 1904. године, иако је пробна вожња обављена 5. фебруара. На две линије градског трамваја у прва четири месеца превезено је 410.000 путника.
Завршетком Првог светског рата значење Пуле у привредном погледу знатно се умањује, тако да долази и до стагнације у трамвајском саобраћају. Након 30 година служења, трамвај је укинут 16. априла 1934. године и препустио место аутобусима.
Занимљивост је да је Пула добила електрични трамвај 5 година послије Ријеке, 6 година прије Загреба и 22 године пре Осијека.